# CityLAZ-12
CityLAZ-12 или ЛАЗ А-183 — украинский 12-метровый низкопольный городской автобус, выпускаемый на Львовском автобусном заводе с 2004 года, пришедший на замену ЛАЗ-52528. На его основе создан подобный троллейбус ЭлектроЛАЗ-183.

## Модификации
- ЛАЗ A183D1 / ДАЗ A183D1 (CityLAZ 12 LF) - полностью низкопольная модификация, формула дверей автобуса: 2-2-2, двигатель Deutz BF 1013, всего изготовлено 415 автобусов ( из них 257 автобусов стандарта Евро-1, 2, 77 стандарта Евро-3 и 81 стандарта Евро-4).
- ЛАЗ A183F0 (CityLAZ 12 LE) - частично низкопольная модификация, формула дверей автобуса: 2-2-2, двигатель Youchai YC6A260-20, всего изготовлено 14 автобусов.
- ЛАЗ AX183D (AeroLAZ) - полностью низкопольная модификация для аэропорта, формула дверей автобуса: 0-1-2-2-2-2, двигатель Deutz BF 1013, всего изготовлено 8 автобусов.
- ЛАЗ A183N1 (CityLAZ 12 LF) - полностью низкопольная модификация, формула дверей автобуса: 2-2-2, двигатель MAN D0836, всего произведено 1 автобус.
- ЛАЗ A183NG (CityLAZ 12 CNG) - выставочная модель на природном газе, формула дверей автобуса: 2-2-2, двигатель MAN D0836 LOH01, всего изготовлено 2 автобуса.